# FLEX
FLEX – jednostronny protokół komunikacji cyfrowej wprowadzony przez firmę Motorola i użytkowany w wielu pagerach. Umożliwia on odbieranie przez bezprzewodowe urządzenia przenośne (pagery) połączeń nadawanych z centrali telekomunikacyjnej. Szybkość transmisji w tych protokołach wynosiła 1600, 3200 lub 6400 bit/s i wykorzystywała cyfrową modulację FSK.
Na bazie tego protokołu powstał dwustronny protokół ReFLEX.

## Struktura sygnału
Protokół FLEX dzieli przesyłane dane na 128 ramek numerowanych od 0 do 127. Niezależnie od szybkości protokołu czas transmisji jednej ramki trwa 1875 milisekund. Przesłanie wszystkich 128 ramek trwa 4 minuty i nazywa się cyklem FLEX-u.
W jednej godzinie mamy 15 cykli a start pierwszego jest synchronizowany z godziną GPS.
Na początku każdej ramki znajduje się sygnał synchronizacji, następnie 11 bitowa informacja o numerze cyklu oraz ramki i ponownie sygnał synchronizacji który określa szybkość transmisji (1600, 3200 czy 6400 bit/s).